# Diez Erna
Diez Erna (Kassa, 1913. április 8. – Graz, 2001. december 1.) osztrák archeológus, egyetemi tanár.

## Életpályája
Klasszikus filológiát, régészetet, művészettörténtet és történelmet tanult a Bécsi Egyetemen, majd a Grazi Egyetemen szerzett diplomát. 1937-ben doktorált. 1939-ben Olaszországban járt, ahol művészetet tanult. 1943-tól a Grazi Egyetem régészeti intézetében dolgozott, és a stájerországi római kori kőemlékek gyűjtését felügyelte. 1945-től a Grazi Egyetem Klasszikus Régészeti Intézetét vezette, ahol előadásokat tartott. 1967-ben a klasszikus régészet docense és a Stájerországi Történelmi Állami Bizottság tagja lett. 1970-ben professzori címet kapott. 1983-ban emeritus professzorrá avatták.
Fő munkája noricum tartományban a művészetről szólt. Az 1963-as párizsi 8. Nemzetközi Régészeti Kongresszuson tartott előadása úttörőnek számított. A Német Régészeti Intézet levelező tagja volt.

## Művei
- Flavia Solva: die Römischen Steindenkmäler auf Schlosz Seggau bei Leibnitz. Österreichisches archaeologisches Institut.
- Kunstprovinzen im römischen Imperium : ausgewählte Schriften. Wien: Phoibos Verlag.

## Emlékezete
- 2008-ban Grazban a Strassgang kerületben utcát neveztek el róla.
- Emlékére évente kiosztják a Noricum és Pannónia régészetének művészettörténetével foglalkozó Erna Diez-díjat.

## Fordítás
- Ez a szócikk részben vagy egészben  az   Erna Diez című angol Wikipédia-szócikk ezen változatának fordításán alapul.  Az eredeti cikk szerkesztőit annak laptörténete sorolja fel. Ez a jelzés csupán a megfogalmazás eredetét és a szerzői jogokat jelzi, nem szolgál a cikkben szereplő információk forrásmegjelöléseként.
- Ez a szócikk részben vagy egészben  az   Erna Diez című német Wikipédia-szócikk ezen változatának fordításán alapul.  Az eredeti cikk szerkesztőit annak laptörténete sorolja fel. Ez a jelzés csupán a megfogalmazás eredetét és a szerzői jogokat jelzi, nem szolgál a cikkben szereplő információk forrásmegjelöléseként.